# Прогрес (хокейний клуб)
Хоке́йний клуб «Прогре́с» — хокейний клуб з міста Глазова, Удмуртія, Росія. Виступає у чемпіонаті Російської хокейної ліги. Заснований у 1954 році. Попередні назви: «Трактор», «Торпедо».
Домашні ігри проводить у Льодовому палаці спорту «Прогрес» імені С. М. Архангельського на 4300 місць. Кольори клубу: червоний, чорний та білий.

## Історія
Команду створили в 1954 році під назвою «Трактор» (у 1957–1962 роках — також «Торпедо») і стала першою в Удмуртії. 26 грудня 1954 року гравці «Прогреса» зустрічалися з командою Труд (Кірово-Чепецьк) і перемогли — це була їхня перша перемога. У січні 1955 року свою другу гру на Кубок в Свердловську команда програла з рахунком 3:5.
У першостях РРФСР «Прогрес» виступав з 1955 по 1965 роки та в 1974 році. Всього команда провела там 272 гри, з них 168 перемог, 25 нічий та 79 поразок. Різниця забитих та пропущених шайб 1218—815. З 1966 року «Прогрес» бере участь в іграх чемпіонату СРСР у II лізі класу «А» та першостях Росії.

## Статистика
За 53 сезони (1955–2008 роки) команда провела 2600 матчів, з яких 1173 перемоги, 232 нічий та 1195 поразок. Різниця забитих та пропущених шайб 9048-9373.
- Найбільша перемоги над командою Маяк (Куйбишев) 14:0
- Найбільша поразка від команди СКА МВО (Калінін) 2:14
- Найкращий бомбардир команди в сезоні Михайло Гусаров — 40 шайб в 1986 році
- Найбільшу кількість матчів за команду провів Віталій Чуєв — 1226. Він же забив і найбільшу кількість шайб — 467.

## Досягнення
- Бронзовий призер Першості РРФСР 1965 року
- Учасник всіх турнірів на призи Держкомспорту РРФСР
- Переможець таких турнірів в 1978, 1979 та 1986 роках
- 9 разів перемагав в чемпіонаті Удмуртії, із них 4 рази підряд (1986-1989 роки)
- Володар Кубку РРФСР 1987 року
- Переможець Першості Росії серед команд I ліги (зона «Поволжя») 2008–2009 років
- Учасник Першості Росії серед команд Вищої ліги (дивізіон «Центр») 2009-2010 років
- Переможець Першості Росії серед команд регіонів (регіон «Поволжя») 2010-2011 років

## Вихованці
- Костянтин Астраханцев — заслужений майстер спорту, чемпіон світу 1993 року
- Сергій Горбушин — майстер спорту міжнародного класу, капітан київського «Сокола»
- Сергій Лубнін — майстер спорту
- Сергій Кутявін — майстер спорту
- Г.Чупін, Г.Боровиков, А.Клімантов, С.Галкін, Андрій Поддякон

## Головні тренери
- Чахуров Х. М. (1955-1957)
- Васильєв М. А. (1957-1958)
- Грімм К. С. (1958-1968)
- Галкін В. К. (1968-1969)
- заслужений тренер РРФСР Новокрещенов А. Н. (1969-1972)
- Косолапов В. Г. (1974-1975)
- майстер спорту Юдін Г. Г. (1975-1979)
- Кошкін В. Б. (1979-1981)
- Терещенко В. Н. (1981-1986)
- майстер спорту міжнародного класу Кузнецов В. Б. (1986-1989)
- майстер спорту Андреєв В. В. (1989)
- Чертов А. А. (1989-1990)
- заслужений тренер РРФСР Савельєв Г. Г. (1990-1997)
- Трефілов Н. В. (1997-2004)
- майстер спорту Гусаров М. А. (2004–2006)
- майстер спорту Гришин И. Ю. (2007-2008)
- майстер спорту Глєбов И. А. (2008-2009)
- майстер спорту Кутявин С. В. (з 2010)